# Deltote melaleuca
Deltote melaleuca is een vlinder uit de familie van de uilen (Noctuidae). De wetenschappelijke naam van deze soort is voor het eerst voorgesteld als Lithacodia melaleuca door George Francis Hampson in een publicatie uit 1910.
De soort komt voor in China (Beijing, Shaanxi, Zhejiang).